# 箭内亙
箭内 亙（やない わたり、1875年（明治8年）7月17日 - 1926年（大正15年）2月10日）は、日本の東洋史家、東京帝国大学教授。号は尚軒。モンゴル史研究に業績を残した。次男は歴史学者の箭内健次。

## 来歴
福島県西白河郡泉崎村出身。1889年（明治22年）福島県立安積中学校に入学、1894年（明治27年）3月卒業の後、仙台市の第二高等学校を経て、東京帝国大学文科卒。1907年に第一高等学校講師となる。1908年満州朝鮮歴史地理調査部部員となり、白鳥庫吉の指導で調査にあたる。1910年（明治43年）に教授となる。1919年（大正8年）東京帝大東洋史学科助教授、ついで1925年から教授を務めた。
1926年2月10日、胃潰瘍のため死去する。享年52歳。従四位に叙せられる。

## 著書

### 単著
- 『清及韓』冨山房〈世界大観 第2編〉、1904年9月。NDLJP:767000。
- 『蒙古史研究』刀江書院、1930年10月。NDLJP:1181320 NDLJP:1918826。

### 編集
- 『東洋読史地図』冨山房、1912年10月。NDLJP:946274。
  - 『東洋読史地図』（訂正増補3版）冨山房、1913年10月。NDLJP:946275。
  - 『東洋読史地図』（改訂増補版）冨山房、1925年3月。NDLJP:946276。

### 共著
- 箭内亙、小川銀次郎、藤岡継平『東洋史』杉本翰香館、1905年6月。NDLJP:814444。
- 白鳥庫吉監修、箭内亙・稲葉岩吉・松井等共撰 編『満洲歴史地理』 第1巻、南満洲鉄道〈歴史調査報告 第1〉、1913年9月。NDLJP:950622。
  - 白鳥庫吉監修、箭内亙・稲葉岩吉・松井等共撰 編『満洲歴史地理』 第1巻 附図、南満洲鉄道〈歴史調査報告 第1〉、1913年9月。NDLJP:950623。
- 白鳥庫吉監修、松井等・箭内亙・稲葉岩吉共撰 編『満洲歴史地理』 第2巻、南満洲鉄道〈歴史調査報告 第1〉、1913年5月。NDLJP:950624。
  - 白鳥庫吉監修、松井等・箭内亙・稲葉岩吉共撰 編『満洲歴史地理』 第2巻 附図、南満洲鉄道〈歴史調査報告 第1〉、1913年5月。NDLJP:950625。

### 共編
- 野々村戒三・箭内亙共撰 編『歴史教科書』 東洋編、冨山房、1903年12月。
  - 野々村戒三・箭内亙共撰 編『歴史教科書』 東洋編（訂正再版）、冨山房、1904年4月。NDLJP:768699。
- 野々村戒三・箭内亙共撰 編『歴史教科書』 西洋編、冨山房、1904年1月。
  - 野々村戒三・箭内亙共撰 編『歴史教科書』 西洋編（訂正再版）、冨山房、1904年4月。NDLJP:768698。
- 『東洋歴史表解』（箭内亙・古川啓蔵共編）六盟館、1906年11月。NDLJP:776127。

### 東方学会
- 『東方学回想 Ⅱ　先学を語る〈2〉』刀水書房、2000年 - 門下生等の座談での回想

## 論文
- 「元史に対する悪評に就て」『東洋学報』第1巻第1号、東洋文庫、1911年1月、100-104頁、NAID 120006514677。
- 「渤海の建州と元の建州」『東洋学報』第1巻第2号、東洋文庫、1911年6月、79-81頁、NAID 120006514695。
- 「九連城の古名に就いて」『東洋学報』第1巻第3号、東洋文庫、1911年10月、389-395頁、NAID 120006514710。
- 「兀良哈三衛名称考」『東洋学報』第4巻第1号、東洋文庫、1914年3月、77-99頁、NAID 120006514789。
- 「成吉思汗の満洲経略に関する二三の研究」『東洋学報』第4巻第2号、東洋文庫、1914年7月、197-210頁、NAID 120006514798。
- 「元初史実解疑三則」『東洋学報』第5巻第2号、東洋文庫、1915年6月、282-292頁、NAID 120006514825。
- 「元朝怯薛考」『東洋学報』第6巻第3号、東洋文庫、1916年10月、368-412頁、CRID 1050001338853152256。
- 「海都の叛いた年次」『東洋学報』第8巻第2号、東洋文庫、1918年5月、274-284頁、NAID 120006514892。
- 「元の世祖忽必烈に就いて（1918年度調査部講演会要旨）」『東洋学報』第8巻第3号、東洋文庫、1918年9月、477-477頁、NAID 120006514905。
- 「元朝斡耳朶考（上）」『東洋学報』第10巻第1号、東洋文庫、1920年5月、93-111頁、NAID 120006514926。
- 「元朝斡耳朶考（中）」『東洋学報』第10巻第2号、東洋文庫、1920年6月、185-221頁、NAID 120006514931。
- 「元朝斡耳朶考（下）」『東洋学報』第10巻第3号、東洋文庫、1920年11月、349-383頁、NAID 120006514940。
- 「遼代の漢城と炭山」『東洋学報』第11巻第3号、東洋文庫、1921年9月、414-424頁、NAID 120006514958。
- 「池内博士の「元代の地名開元の沿革」を読む」『東洋学報』第13巻第1号、東洋文庫、1923年5月、70-103頁、NAID 120006515004。